# Boris Mojaïev
Œuvres principales
Les Koulaks
Boris Andreïevitch Mojaïev (en russe : Бори́с Андре́евич Можа́ев), né le 1er juin 1923 à Pitelino (de) dans le Gouvernement de Riazan, et mort le 2 mars 1996, à Moscou, en Russie, est un écrivain et scénariste russe et soviétique.

## Biographie
Boris Mojaïev naît au village de Pitelino dans une famille paysanne. Après ses études secondaires, il entre en 1940 à l'Institut du génie maritime de Gorki. Mobilisé en 1941, il reste dans l'armée après la Seconde Guerre mondiale et obtient le diplôme de l'Académie du génie Nicolas en 1948. Au cours de ses études, il fréquente également les conférences de la faculté de lettres de Léningrad. Il sert comme ingénieur du génie à Port-Arthur et à Vladivostok. Démobilisé en 1954, il devient reporter du journal Stroïtelnaïa gazeta et plus tard des Izvestia.
Sa carrière d'écrivain s'amorce en 1954, avec la publication d'un premier récit Le Pouvoir de la taïga (Власть тайги), suivi d'un premier recueil de poésies Les Aubes sur l'océan (Зори над океаном) en 1955.
L'année 1965 est marquée par son voyage dans l'oblast de Tambov en compagnie d'Alexandre Soljenitsyne, pour préparer le reportage sur la insurrection paysanne menée par Alexandre Antonov en 1920-1921. Plus tard, Mojaïev s'opposera à l'exclusion de Soljenitsyne de l'Union des écrivains soviétiques.
Sa nouvelle Dans la vie de Fédor Kouzkine publiée dans Novy Mir en 1966 lui vaut la désapprobation de ses pairs au Congrès des écrivains soviétiques de 1967 et tout particulièrement du secrétaire de l'union des écrivains Guéorgui Markov. En 1969, Iouri Lioubimov projette l'adaptation de cette œuvre sur la scène de la Taganka, sous le titre Vivant avec Valery Zolotoukhine dans le rôle principal. Le spectacle est interdit par Ekaterina Fourtseva, ministre de la culture de l'époque qui a assisté à la représentation. Là encore, au centre du sujet se trouve un paysan débrouillard qui tient tête à l'administration du kolkhoze, ce qui aux yeux de la censure jette le discrédit sur le système socialiste. La nouvelle ne sera plus publiée jusqu'en 1973, quand elle paraîtra dans le recueil Chemin forestier (Лесная дорога).
En 1972-1973, Mojaïev écrit le premier volet de ce qui deviendra son œuvre la plus célèbre, Les Koulaks (Мужики и бабы), dont l'histoire se déroule dans les années 1920-1930, en pleine campagne de dékoulakisation, suivie de la collectivisation forcée. Il est publié en 1976. La suite voit le jour entre 1978 et 1980, pour être publiée en 1987. Le roman est récompensé par le prix d'État de l'URSS en 1989.
Dans les années 1980, paraissent ses recueils La Pluie sera (Дождь будет) et Faut-il se souvenir du passé ? (Надо ли вспоминать старое?). En 1989-1990, les éditions Khudozhestvennaya Literatura (en) publient quatre volumes de ses œuvres.
Les dernières années, l'écrivain travaille sur son nouveau roman L'Exclu (Изгой), dont la première partie sera publié en 1993 dans Nach Sovremennik (en) (no 2 et no 3), mais qu'il n'aura pas le temps de finir.
En 1994, en compagnie de son vieil ami Soljenitsyne, il fait un dernier voyage dans l'Est de l'ancien territoire de l'URSS qu'ils avaient parcouru trente ans plus tôt,.
Mort d'un cancer à Moscou en mars 1996, Boris Mojaïev est enterré au cimetière Troïekourovskoïe.

## Décorations
- ordre de l'Insigne d'honneur : 1984
- ordre de la Guerre patriotique : 1985
- prix d'État de l'URSS : 1989
- ordre de l'Amitié des peuples : 1993

## Œuvres

### Nouvelles
- Le Pouvoir de la taïga (Власть тайги, 1954)
- Un jour sans fin ni limites (День без конца и без края, 1972)
- Dans la vie de Fédor Kouzkine (Живой, Novy Mir, 1966) Vivant (1972)
- Histoire du village de Brekhovo, écrite par Piotr Afanassievitch Boulkine (История села Брёхова, писанная Петром Афанасиевичем Булкиным, 1968)
- Le Verglas (Наледь)
- La Chute du roi de la forêt (Падение лесного короля)
- Un mètre carré et demi (Полтора квадратных метра, 1970, publié en 1982)
- Poliouchko-pole (Полюшко-поле, 1965)
- Disparition de témoin (Пропажа свидетеля)
- Sania (Саня, 1957)
- Tonkomer (Тонкомер, 1984)

### Récits
- La Terre attend (Земля ждёт, 1961)
- La Terre et les mains (Земля и руки, 1964)
- Expériences sur terre (Эксперименты на земле, 1964)

### Romans
- Les Koulaks (Мужики и бабы (volume-I, 1976; volume-II, 1987))
- L'Exclu (Изгой (volume-I, 1993; pas terminé)

### Dramaturgie
- Une fois ayant menti (Единожды солгавши (1966; publié en 1988))

### Scénarios
- 1964 : La Maison verte (Зелёный дом) de Andreï Frolov (ru)
- 1968 : Le Maître de la taïga (Хозяин тайги) de Vladimir Nazarov (ru), d'après la nouvelle Le Pouvoir de la taïga (1954)
- 1971 : Disparition de témoin (ru) (Пропажа свидетеля) de Vladimir Nazarov
- 1986 : Enquête préliminaire (ru) (Предварительное расследование) d'Andreï Razoumovski (ru)
- 1988 : Dans la raspoutitsa (ru) (В распутицу) d'Andreï Razoumovski
- 1989 : De la vie de Fédor Kouzkine (Из жизни Фёдора Кузькина) de Stanislav Rostotski

## Traduit en français
- Boris Mojaïev, Dans la vie de Fédor Kouzkine, Trad. Jean Cathala, Collection : Littératures soviétiques (n° 51), Gallimard 1972  (ISBN 2070283496)
- Boris Mojaïev, Les Koulaks, Trad. Anne de Peretti, Paris, Alinéa-Messidor, 1991  (ISBN 2740100132), 476 p.